# Liste der Baudenkmale in Userin
In der Liste der Baudenkmale in Userin sind alle denkmalgeschützten Bauten der Gemeinde Userin (Mecklenburg-Vorpommern) und ihrer Ortsteile aufgelistet. Grundlage ist die Veröffentlichung der Denkmalliste des Landkreises Mecklenburg-Strelitz mit dem Stand von Juli 2021.

## Legende
In den Spalten befinden sich folgende Informationen:
- ID-Nr: Die Nummer wird von den Denkmalämtern der Landkreise vergeben. Wenn sie nicht bekannt ist, bleibt die Spalte leer. In dieser Spalte kann sich zusätzlich das Wort Wikidata befinden, der entsprechende Link führt zu Angaben zu diesem Denkmal bei Wikidata.
- Lage: die Adresse des Denkmales und die geographischen Koordinaten.
Link zu einem Kartenansichtstool, um Koordinaten zu setzen. In der Kartenansicht sind Denkmale ohne Koordinaten mit einem roten bzw. orangen Marker dargestellt und können in der Karte gesetzt werden. Denkmale ohne Bild sind mit einem blauen bzw. roten Marker gekennzeichnet, Denkmale mit Bild mit einem grünen bzw. orangen Marker.
- Bezeichnung: Bezeichnung, so wie sie in den offiziellen Listen der Denkmalämter steht. Ein Link hinter der Bezeichnung führt zum Wikipedia-Artikel über das Denkmal. Wenn die Bezeichnung der Denkmalämter inhaltlich fehlerhaft ist, ist in der Spalte „Beschreibung“ darauf hinzuweisen.
- Beschreibung: Beschreibung des Denkmales
- Bild: ein Bild des Denkmales und gegebenenfalls einen Link zu weiteren Fotos des Denkmals im Medienarchiv Wikimedia Commons

## Baudenkmale nach Ortsteilen

### Userin
| ID   | Lage                         | Bezeichnung                              | Beschreibung | Bild           |
| ---- | ---------------------------- | ---------------------------------------- | ------------ | -------------- |
| 1096 | (Karte)                      | Kirche und Glockenstuhl mit Bronzeglocke |              | Weitere Bilder |
| 1097 | Strelitzer Straße 16 (Karte) | Wohnhaus                                 |              |                |

### Useriner Mühle
| ID   | Lage           | Bezeichnung       | Beschreibung | Bild           |
| ---- | -------------- | ----------------- | ------------ | -------------- |
| 1098 | Nr. 16 (Karte) | Wohnhaus          |              |                |
| 1099 | (Karte)        | Wassermühle mit   |              | Weitere Bilder |
| 1099 | (Karte)        | - Mühle           |              |                |
| 1099 | (Karte)        | - Speicher        |              |                |
| 1099 | (Karte)        | - Silo (Speicher) |              |                |
| 1099 | (Karte)        | - Stallscheune    |              |                |

### Groß Quassow
| ID  | Lage                                   | Bezeichnung  | Beschreibung | Bild           |
| --- | -------------------------------------- | ------------ | ------------ | -------------- |
| 427 | Dorfstraße 17 (Karte)                  | Wohnhaus     |              |                |
| 422 | Dorfstraße 39 (Karte)                  | Wohnhaus     |              |                |
| 423 | Dorfstraße 40 (Karte)                  | Wohnhaus     |              |                |
| 424 | Dorfstraße (rechts von Nr. 42) (Karte) | Stallscheune |              |                |
| 425 | (Karte)                                | Kirche       |              | Weitere Bilder |

### Lindenberg
| ID  | Lage               | Bezeichnung                  | Beschreibung | Bild |
| --- | ------------------ | ---------------------------- | ------------ | ---- |
| 576 | Lindenberg (Karte) | Wohn- und Wirtschaftsgebäude |              |      |
| 577 | Lindenberg (Karte) | Wohn- und Wirtschaftsgebäude |              |      |

### Voßwinkel
| ID | Lage          | Bezeichnung | Beschreibung | Bild |
| -- | ------------- | ----------- | ------------ | ---- |
|    | Nr. 4 (Karte) | Wohnhaus    |              |      |
|    | Nr. 6 (Karte) | Wohnhaus    |              |      |

### Schleuse Voßwinkel
| ID | Lage    | Bezeichnung                   | Beschreibung | Bild |
| -- | ------- | ----------------------------- | ------------ | ---- |
|    | (Karte) | Schleusenwärterhaus mit Stall |              |      |

### Zwenzow
| ID | Lage                 | Bezeichnung                     | Beschreibung | Bild                            |
| -- | -------------------- | ------------------------------- | ------------ | ------------------------------- |
|    | Dorfstraße 4 (Karte) | ehem. Revierförsterei mit Stall |              | ehem. Revierförsterei mit Stall |

## Gestrichene Denkmale
| ID   | Lage           | Bezeichnung | Beschreibung   | Bild |
| ---- | -------------- | ----------- | -------------- | ---- |
| 1099 | Useriner Mühle | - Sägewerk  | Teil der Mühle |      |

## Quelle
- Karte der Baudenkmale im Geoportal des Landkreises